# Paul Heider

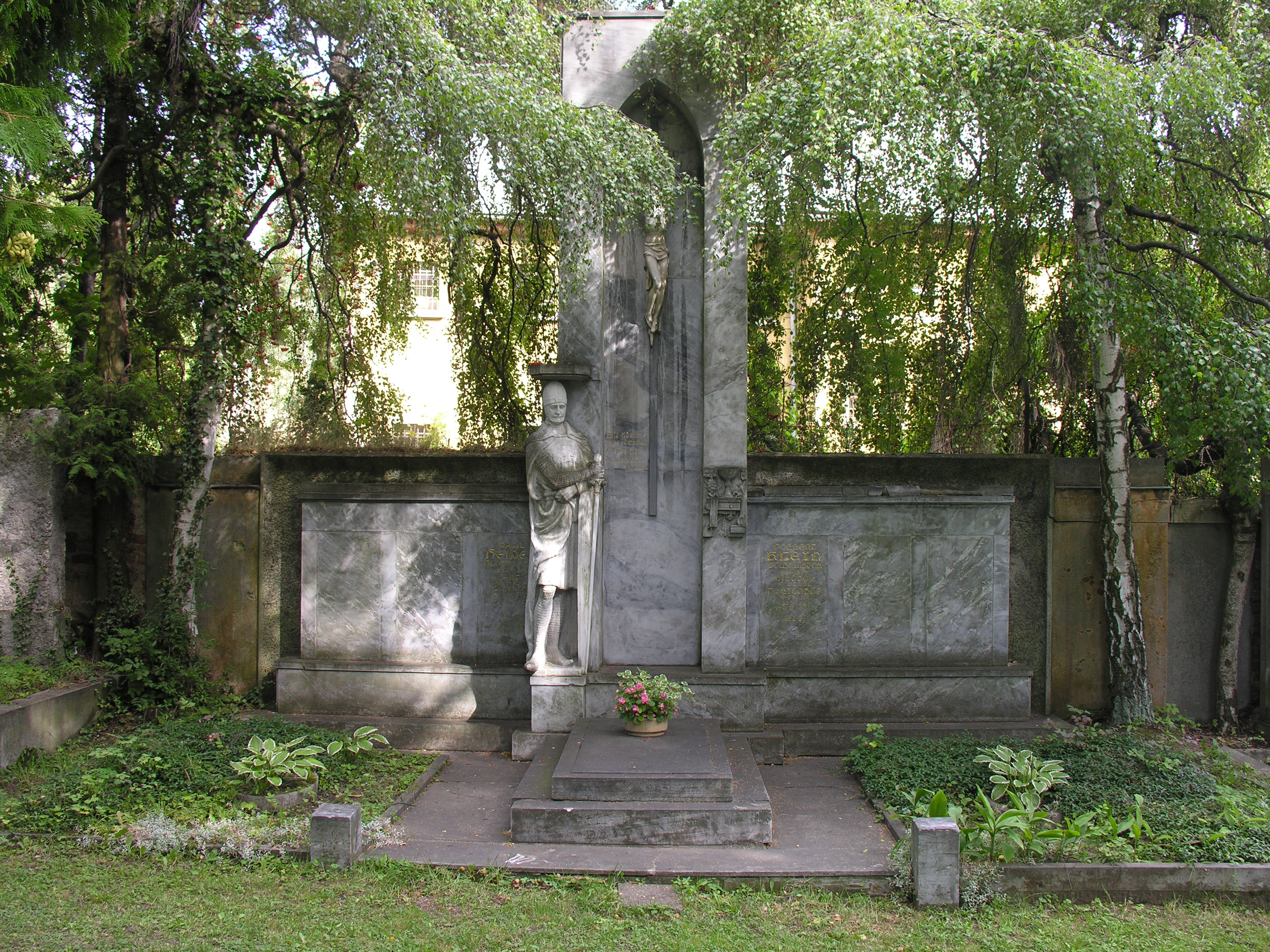
Grób wielkich mistrzów krzyżackich Norberta Kleina i Paula Heidera w Bruntálu

Paul Heider OT (ur. 21 czerwca 1868 w Adamovie koło Brna, zm. 25 stycznia 1936 w Opawie) – zwierzchnik zakonu krzyżackiego w latach 1933–1936.

## Życiorys
Pochodził z rodziny niemieckich rzemieślników. Ukończył seminarium duchowne w Kromieryżu, a następnie rozpoczął studia teologiczne na uniwersytecie w Innsbrucku. W 1892 roku przyjął święcenia kapłańskie będąc już wówczas w nowicjacie w zakonie krzyżackim. Od 1896 roku był zaangażowany w budowę katolickiego domu związkowego w Bruntálu oraz opiekował się miejscowym szpitalem. Był społecznikiem i organizatorem lokalnego ruchu ludowego (chadecja).
Po I wojnie światowej przebywał w Opawie gdzie zaangażował się w wydawanie gazety katolickiej Lud oraz w budowę kościoła św. Jadwigi. Był organizatorem seminarium niemieckiego. Prowadził działalność polityczną w Niemieckiej Chrześcijańsko-Socjalnej Partii Ludowej.
W 1933 roku w Wiedniu, Paul Heider został wybrany jednogłośnie przez Kapitułę Generalną zakonu krzyżackiego zwierzchnikiem zgromadzenia. W tym samym roku papież Pius XI nadał mu godność opata i prawo noszenia insygnii opackich (infuła, pastorał, czarna sutanna z fioletowymi wykończeniami, z piuską i pasem).
W czasie sprawowania urzędu wielkiego mistrza Paul Heider podjął się starania o beatyfikację Petera Riglera oraz rozwój ruchu świeckich w ramach zakonu (familiarzy).
Pochowany został na cmentarzu w Bruntálu obok swojego poprzednika Norberta Kleina. 